# Division IIIA du Championnat du monde moins de 18 ans de hockey sur glace 2015
Navigation
Division IIIA en 2016
Le tournoi de la Division III A du Championnat du monde moins de 18 ans de hockey sur glace 2015 se déroule du 22 au 28 mars 2015 à Taipei sur l'île de Taïwan.
| \| Localisation de Taipei au Nord de l'île de Taïwan. \| Localisation de Taipei au Nord de l'île de Taïwan. |
| Localisation de Taipei au Nord de l'île de Taïwan.                                                          |

## Aperçu de l'ensemble de la compétition
Le Championnat du monde moins de 18 ans de hockey sur glace 2015 se dispute en plusieurs compétitions distinctes, en fonction des Divisions.
| Tournoi        | Lieu            | Dates               | Nombre de participants | Matches joués |
| -------------- | --------------- | ------------------- | ---------------------- | ------------- |
| Division élite | Zoug et Lucerne | 16 au 26 avril 2015 | 10                     | 30            |
| Division IA    | Debrecen        | 12 au 18 avril 2015 | 6                      | 15            |
| Division IB    | Maribor         | 12 au 18 avril 2015 | 6                      | 15            |
| Division IIA   | Tallin          | 22 au 28 mars 2015  | 6                      | 15            |
| Division IIB   | Novi Sad        | 15 au 23 mars 2015  | 6                      | 15            |
| Division IIIA  | Taipei          | 22 au 28 mars 2015  | 6                      | 15            |
| Division IIIB  | Auckland        | 17 au 19 mars 2015  | 3                      | 3             |

Le groupe principal (Division Élite) regroupe 10 équipes réparties en deux poules de 5 qui disputent un tour préliminaire. Les 4 premiers de chaque poule sont qualifiés pour les quarts de finale. Les derniers de chaque poule disputent une poule de maintien jouée au meilleur des 3 matches. Le perdant est relégué en Division IA pour l'édition 2016.
Pour les autres divisions qui comptent 6 équipes (sauf la Division III B qui en compte 3), les équipes s’affrontent entre elles et, à l'issue de cette compétition, le premier est promu dans la division supérieure et le dernier est relégué dans la division inférieure.
Lors des phases de poule, les points sont attribués ainsi :
- victoire : 3 points ;
- victoire en prolongation ou aux tirs de fusillade : 2 points ;
- défaite en prolongation ou aux tirs de fusillade : 1 point ;
- défaite : 0 point.

## Matches
| 22 mars 2015 | Israël | 1-2 (pr) (0-0, 0-1, 1-0, 0-1) | Mexique | Annex Ice Rink 252 spectateurs |

| Feuille de match | Feuille de match                                    | Feuille de match | Feuille de match                                                      | Feuille de match                                     |
| ---------------- | --------------------------------------------------- | ---------------- | --------------------------------------------------------------------- | ---------------------------------------------------- |
|                  | - U. Benhar (D. Kozev, M. Revniaga) — 49 min 10 s - | 0-1 1-1 1-2      | A. Bermejo (A. Benabib) — 32 min 42 s (SN) - A. Bermejo — 62 min 35 s | Arbitrage : Anton Kislov Chae Youngjin Frasen Ohlson |
| Raz Werner       | Gardiens                                            | Jaime Perez      |                                                                       | Arbitrage : Anton Kislov Chae Youngjin Frasen Ohlson |
| 39 min           | Pénalités                                           | 20 min           |                                                                       | Arbitrage : Anton Kislov Chae Youngjin Frasen Ohlson |
| 28               | Tirs                                                | 30               |                                                                       | Arbitrage : Anton Kislov Chae Youngjin Frasen Ohlson |

| 22 mars 2015 | Afrique du Sud | 0-5 (0-0, 0-2, 0-3) | Bulgarie | Annex Ice Rink 189 spectateurs |

| Feuille de match | Feuille de match | Feuille de match    | Feuille de match | Feuille de match                                               |
| ---------------- | ---------------- | ------------------- | --- | -------------------------------------------------------------- |
|                  | -                | 0-1 0-2 0-3 0-4 0-5 | T. Georgiev (V. Dikov, K. Davidov) — 37 min 5 s K. Semkov (A. Genkov, P. Tchaliov) — 39 min 7 s D. Dilkov (Y. Gatchev) — 46 min 26 s Y. Gatchev (K. Davidov, s36) — 49 min A. Genkov (P. Tchaliov, K. Semkov) — 52 min 7 s (SN) | Arbitrage : Alexandre Bourreau Cédric Borga Michael Hofstatter |
| Charl Pretorius  | Gardiens         | Dimitar Dimitrov    | | Arbitrage : Alexandre Bourreau Cédric Borga Michael Hofstatter |
| 14 min           | Pénalités        | 4 min               | | Arbitrage : Alexandre Bourreau Cédric Borga Michael Hofstatter |
| 19               | Tirs             | 51                  | | Arbitrage : Alexandre Bourreau Cédric Borga Michael Hofstatter |

| 22 mars 2015 | Taipei chinois | 1-3 (0-1, 0-1, 1-1) | Islande | Annex Ice Rink 672 spectateurs |

| Feuille de match  | Feuille de match           | Feuille de match | Feuille de match | Feuille de match                                      |
| ----------------- | -------------------------- | ---------------- | --- | ----------------------------------------------------- |
|                   | - Chiang W. — 53 min 1 s - | 0-1 0-2 1-2 1-3  | E. Olafsson (H. Sigrunarson, J. Árnason) — 14 min 2 s (2 SN) E. Olafsson (R. Gudnason) — 27 min 15 s (IN) - K. Kristinsson (H. Sigrunarson) — 59 min 38 s (IN) | Arbitrage : Marc Iwert Pierre-Luc Huot Libor Suchanek |
| Huaung Sheng-chun | Gardiens                   | Nicolas Jouanne  | | Arbitrage : Marc Iwert Pierre-Luc Huot Libor Suchanek |
| 12 min            | Pénalités                  | 6 min            | | Arbitrage : Marc Iwert Pierre-Luc Huot Libor Suchanek |
| 23                | Tirs                       | 32               | | Arbitrage : Marc Iwert Pierre-Luc Huot Libor Suchanek |

| 23 mars 2015 | Islande | 5-4 (TB) (3-3, 0-1, 1-0, 0-0, 1-0) | Bulgarie | Annex Ice Rink 121 spectateurs |

| Feuille de match | Feuille de match | Feuille de match                    | Feuille de match | Feuille de match                                      |
| ---------------- | --- | ----------------------------------- | --- | ----------------------------------------------------- |
|                  | - H. Sverrisson (R. Gudnason) — 4 min 44 s (SN) E. Induss (H. Sigrunarson, K. Kristinsson) — 5 min 35 s (SN) E. Olafsson (K. Kristinsson, E. Induss) — 6 min 51 s (SN) - E. Induss (E. Olafsson, J. Árnason) — 58 min 19 s (SN) E. Olafsson — 65 min (TB) | 0-1 1-1 2-1 3-1 3-2 3-3 3-4 4-4 5-4 | T. Georgiev (V. Dikov, Y. Gatchev) — 2 min 44 s (SN) - D. Dilkov (T. Georgiev, V. Dikov) — 13 min 10 s V. Dikov (R. Mladenov) — 19 min 13 s (IN) K. Davidov (A. Chompolov) — 27 min 6 s - | Arbitrage : Peter Haxell Andrew Brunker Fraser Ohlson |
| Nicolas Jouanne  | Gardiens | Dimitrov Dimitar                    | | Arbitrage : Peter Haxell Andrew Brunker Fraser Ohlson |
| 22 min           | Pénalités | 16 min                              | | Arbitrage : Peter Haxell Andrew Brunker Fraser Ohlson |
| 52               | Tirs | 32                                  | | Arbitrage : Peter Haxell Andrew Brunker Fraser Ohlson |

| 23 mars 2015 | Mexique | 8-1 (5-0, 2-1, 1-0) | Afrique du Sud | Annex Ice Rink 154 spectateurs |

| Feuille de match                            | Feuille de match | Feuille de match                                 | Feuille de match                                             | Feuille de match                                   |
| ------------------------------------------- | --- | ------------------------------------------------ | ------------------------------------------------------------ | -------------------------------------------------- |
|                                             | A. Bermejo (N. Fonseca, A. Benabib) — 1 min 9 s A. Bermejo (L. Gil) — 12 min 34 s (IN) A. Bermejo (K. Pierce) — 14 min 35 s S. Grajeda (D. Ramos) — 17 min 8 s D. Ramos (K. Pierce) — 17 min 26 s (SN) A. Bermejo — 22 min 53 s (IN) A. Bermejo (K. Pierce) — 29 min 4 s (IN) I. Samano — 59 min 17 s (TP) | 1-0 2-0 3-0 4-0 5-0 6-0 7-0 7-1 8-1              | - M. Ruthven (D. Compton, D. Phakathi) — 36 min 6 s (2 SN) - | Arbitrage : Marc Iwert Cédric Borga Libor Suchanek |
| Jaime Perez (25:18) Leonardo Chavez (34:42) | Gardiens | Marcello Strydom (29:04) Charl Pretorius (30:56) |                                                              | Arbitrage : Marc Iwert Cédric Borga Libor Suchanek |
| 18 min                                      | Pénalités | 36 min                                           |                                                              | Arbitrage : Marc Iwert Cédric Borga Libor Suchanek |
| 60                                          | Tirs | 14                                               |                                                              | Arbitrage : Marc Iwert Cédric Borga Libor Suchanek |

| 23 mars 2015 | Israël | 6-8 (2-2, 3-2, 1-4) | Taipei chinois | Annex Ice Rink 456 spectateurs |

| Feuille de match | Feuille de match | Feuille de match                                        | Feuille de match | Feuille de match                                                  |
| ---------------- | --- | ------------------------------------------------------- | --- | ----------------------------------------------------------------- |
|                  | - M. Revniaga (A. Kapulkin, G. Sever) — 6 min 37 s (SN) - O. Kafri — 18 min 19 s O. Kafri (D. Kozev, M. Revniaga) — 23 min 41 s - T. Bash (A. Kapulkin, O. Kafri) — 29 min 31 s - E. Natalchenko (O. Kafri, M. Revniaga) — 34 min 42 s - M. Avraham (O. Kafri) — 44 min 56 s - | 0-1 1-1 1-2 2-2 3-2 3-3 4-3 4-4 5-4 5-5 5-6 6-6 6-7 6-8 | Chui Y.-W. (Yin W.-L.) — 3 min 9 s - Huang P.-J. (Chiang W., Chen W.-L.) — 13 min 12 s - Chang H.-Y. (Hsu S.-H.) — 28 min 23 s - Chiu Y.-W. (Chang H.-Y., Hsu S.-H.) — 33 min 59 s - Wang L.-T. (Tang Y.-C..) — 40 min 31 s (SN) Chiu Y.-W. (Yin W.-L.) — 40 min 41 s - Chiang W. (Huang P.-J., Wang L.-T.) — 45 min 33 s Chiu Y.-W. — 59 min 15 s (CV) | Arbitrage : Alexandre Bourreau Michael Hofstatter Pierre-Luc Huot |
| Raz Werner       | Gardiens | He Wei-chih                                             | | Arbitrage : Alexandre Bourreau Michael Hofstatter Pierre-Luc Huot |
| 4 min            | Pénalités | 4 min                                                   | | Arbitrage : Alexandre Bourreau Michael Hofstatter Pierre-Luc Huot |
| 38               | Tirs | 47                                                      | | Arbitrage : Alexandre Bourreau Michael Hofstatter Pierre-Luc Huot |

| 25 mars 2015 | Israël | 5-2 (3-0, 1-2, 1-0) | Afrique du Sud | Annex Ice Rink 125 spectateurs |

| Feuille de match | Feuille de match | Feuille de match            | Feuille de match                                                 | Feuille de match                                           |
| ---------------- | --- | --------------------------- | ---------------------------------------------------------------- | ---------------------------------------------------------- |
|                  | T. Ignatovich (D. Kozev, D. Hoffman) — 3 min 58 s T. Ignatovich — 5 min 5 s (IN) T. Ignatovich (A. Kapulkin, D. Boudnikov) — 14 min 13 s (SN) - M. Revniaga (O. Kafri, A. Kapulkin) — 33 min 44 s (2 SN) - M. Avraham (G. Sever, D. Hoffman) — 50 min 30 s (IN) | 1-0 2-0 3-0 3-1 4-1 4-2 5-2 | - D. Compton — 20 min 45 s (TP) - D. Compton — 35 min 5 s (TP) - | Arbitrage : Peter Haxell Andrew Brunker Michael Hofstatter |
| Amit Gazal       | Gardiens | Charl Pretorius             |                                                                  | Arbitrage : Peter Haxell Andrew Brunker Michael Hofstatter |
| 18 min           | Pénalités | 12 min                      |                                                                  | Arbitrage : Peter Haxell Andrew Brunker Michael Hofstatter |
| 68               | Tirs | 26                          |                                                                  | Arbitrage : Peter Haxell Andrew Brunker Michael Hofstatter |

| 25 mars 2015 | Islande | 3-2 (TB) (0-1, 1-1, 1-0, 0-0, 1-0) | Mexique | Annex Ice Rink 232 spectateurs |

| Feuille de match | Feuille de match | Feuille de match    | Feuille de match                                                                                   | Feuille de match                                            |
| ---------------- | --- | ------------------- | -------------------------------------------------------------------------------------------------- | ----------------------------------------------------------- |
|                  | - E. Olafsson (H. Sigrunarson, E. Induss) — 22 min 16 s (SN) - E. Induss (E. Olafsson, K. Kristinssn) — 59 min 30 s E. Induss — 65 min (TB) | 0-1 1-1 1-2 2-2 3-2 | D. Ramos (K. Pierce, A. Bermejo) — 2 min 53 s - A. Najera (A. Bermejo, N. Fonseca) — 38 min 17 s - | Arbitrage : Alexandre Bourreau Chae Youngjin Libor Suchanek |
| Arnar Hjaltested | Gardiens | Jaime Perez         | | Arbitrage : Alexandre Bourreau Chae Youngjin Libor Suchanek |
| 6 min            | Pénalités | 34 min              | | Arbitrage : Alexandre Bourreau Chae Youngjin Libor Suchanek |
| 49               | Tirs | 37                  | | Arbitrage : Alexandre Bourreau Chae Youngjin Libor Suchanek |

| 25 mars 2015 | Taipei chinois | 3-4 (0-0, 2-3, 1-1) | Bulgarie | Annex Ice Rink 612 spectateurs |

| Feuille de match | Feuille de match                                                                                                  | Feuille de match            | Feuille de match | Feuille de match                                      |
| ---------------- | --- | --------------------------- | --- | ----------------------------------------------------- |
|                  | - Chiang W. (Wang L.-T., Huang P.-J.) — 22 min 3 s - Yin W.-L. — 37 min 8 s (SN) - Huang P.-J. — 51 min 50 s (SN) | 0-1 1-1 1-2 1-3 2-3 2-4 3-4 | V. Dikov — 20 min 58 s (SN) - P. Tchaliov — 29 min 25 s K. Davidov (A. Genkov) — 32 min 18 s - D. Dilkov (V. Dikov) — 45 min 15 s (SN) - | Arbitrage : Anton Kislov Cédric Borga Pierre-Luc Huot |
| Huang Seng-Chun  | Gardiens | Dimitar Dimitrov            | | Arbitrage : Anton Kislov Cédric Borga Pierre-Luc Huot |
| 34 min           | Pénalités | 2441 min                    | | Arbitrage : Anton Kislov Cédric Borga Pierre-Luc Huot |
| 17               | Tirs |                             | | Arbitrage : Anton Kislov Cédric Borga Pierre-Luc Huot |

| 26 mars 2015 | Afrique du Sud | 4-5 (2-2, 1-0, 1-3) | Islande | Annex Ice Rink 82 spectateurs |

| Feuille de match | Feuille de match | Feuille de match                    | Feuille de match | Feuille de match                                       |
| ---------------- | --- | ----------------------------------- | --- | ------------------------------------------------------ |
|                  | - G. Bremner (D. Compton, M. de Jager) — 5 min 59 s D. Schuurman (B. Husselman, B. Dellieu) — 7 min 6 s - D. Compton (G. Bremner, B. Husselman) — 21 min 37 s - G. Bremner (D. Compton) — 58 min 23 s | 0-1 1-1 2-1 2-2 3-2 3-3 3-4 3-5 4-5 | H. Kristveigarson (K. Kristinsson, S. Atlason) — 1 min 35 s - E. Induss (H. Sigrunarson, E. Olafsson) — 18 min 50 s - M. Maack (K. Kristinsson, S. Thorsteinsson) — 50 min 38 s K. Kristinsson (E. Olafsson, J. Arnason) — 56 min 17 s E. Induss (E. Olafsson, J. Arnason) — 57 min 16 s - | Arbitrage : Peter Haxell Pierre-Luc Huot Fraser Ohlson |
| Charl Pretorius  | Gardiens | Arnar Hjaltested                    | | Arbitrage : Peter Haxell Pierre-Luc Huot Fraser Ohlson |
| 8 min            | Pénalités | 4 min                               | | Arbitrage : Peter Haxell Pierre-Luc Huot Fraser Ohlson |
| 18               | Tirs | 69                                  | | Arbitrage : Peter Haxell Pierre-Luc Huot Fraser Ohlson |

| 26 mars 2015 | Bulgarie | 0-2 (0-1, 0-0, 0-1) | Israël | Annex Ice Rink 102 spectateurs |

| Feuille de match | Feuille de match | Feuille de match | Feuille de match                                              | Feuille de match                                     |
| ---------------- | ---------------- | ---------------- | ------------------------------------------------------------- | ---------------------------------------------------- |
|                  | -                | 0-1 0-2          | T. Bash — 2 min 1 s M. Revniaga (T. Ignatovich) — 49 min 19 s | Arbitrage : Anton Kislov Cédric Borga Libor Suchanek |
| Dimitar Dimitrov | Gardiens         | Raz Werner       |                                                               | Arbitrage : Anton Kislov Cédric Borga Libor Suchanek |
| 16 min           | Pénalités        | 12 min           |                                                               | Arbitrage : Anton Kislov Cédric Borga Libor Suchanek |
| 37               | Tirs             | 37               |                                                               | Arbitrage : Anton Kislov Cédric Borga Libor Suchanek |

| 26 mars 2015 | Mexique | 3-4 (pr) (0-2, 1-1, 2-0, 0-1) | Taipei chinois | Annex Ice Rink 513 spectateurs |

| Feuille de match | Feuille de match | Feuille de match            | Feuille de match | Feuille de match                                       |
| ---------------- | --- | --------------------------- | --- | ------------------------------------------------------ |
|                  | - A. Bermejo — 30 min 14 s (IN) K. Pierce (S. Grajeda, A. Bermejo) — 49 min 25 s (SN) K. Pierce (A. Bermejo) — 59 min 34 s - | 0-1 0-2 0-3 1-3 2-3 3-3 3-4 | Tang Y.-C. — 3 min 40 s Chiu Y.-W. (Chang H.-Y.) — 10 min 37 s Chiu Y.-W. (Yin W.-L.) — 24 min 2 s - Chen W.-L. (Chiang W.) — 63 min 54 s (SN) | Arbitrage : Marc Iwert Chae Younjin Michael Hofstatter |
| Jaime Perez      | Gardiens | Huang Sheng-Chun            | | Arbitrage : Marc Iwert Chae Younjin Michael Hofstatter |
| 16 min           | Pénalités | 18 min                      | | Arbitrage : Marc Iwert Chae Younjin Michael Hofstatter |
| 31               | Tirs | 57                          | | Arbitrage : Marc Iwert Chae Younjin Michael Hofstatter |

| 28 mars 2015 | Bulgarie | 1-2 (TB) (0-0, 1-0, 0-1, 0-0, 1-0) | Mexique | Annex Ice Rink 278 spectateurs |

| Feuille de match | Feuille de match        | Feuille de match | Feuille de match                                                          | Feuille de match                                      |
| ---------------- | ----------------------- | ---------------- | ------------------------------------------------------------------------- | ----------------------------------------------------- |
|                  | V. Dikov — 21 min 8 s - | 1-0 1-1 1-2      | - B. Aguirre (A. Bermejo, N. Dunn) — 59 min 51 s A. Bermejo — 65 min (TB) | Arbitrage : Anton Kislov Chae Youngjin Libor Suchanek |
| Dimitar Dimitrov | Gardiens                | Jaime Perez      |                                                                           | Arbitrage : Anton Kislov Chae Youngjin Libor Suchanek |
| 26 min           | Pénalités               | 16 min           |                                                                           | Arbitrage : Anton Kislov Chae Youngjin Libor Suchanek |
| 32               | Tirs                    | 42               |                                                                           | Arbitrage : Anton Kislov Chae Youngjin Libor Suchanek |

| 28 mars 2015 | Islande | 3-2 (2-0, 1-2, 0-0) | Israël | Annex Ice Rink 359 spectateurs |

| Feuille de match | Feuille de match | Feuille de match    | Feuille de match                                                                               | Feuille de match                                    |
| ---------------- | --- | ------------------- | ---------------------------------------------------------------------------------------------- | --------------------------------------------------- |
|                  | S. Atlason (J. Arnason) — 11 min 10 s E. Induss (E. Olafsson, H. Sigrunarson) — 14 min 2 s (SN) H. Sigrunarson (J. Arnason, E. Olafsson) — 23 min 35 s (SN) - | 1-0 2-0 3-0 3-1 3-2 | - G. Sever (M. Boudnikov, T. Bash) — 32 min 36 s D. Hoffman (E. Natalchenko) — 33 min 9 s (SN) | Arbitrage : Marc Iwert Cédric Borga Pierre-Luc Huot |
| Nicolas Jouanne  | Gardiens | Raz Werner          |                                                                                                | Arbitrage : Marc Iwert Cédric Borga Pierre-Luc Huot |
| 12 min           | Pénalités | 22 min              |                                                                                                | Arbitrage : Marc Iwert Cédric Borga Pierre-Luc Huot |
| 36               | Tirs | 44                  |                                                                                                | Arbitrage : Marc Iwert Cédric Borga Pierre-Luc Huot |

| 28 mars 2015 | Taipei chinois | 12-0 (2-0, 3-0, 7-0) | Afrique du Sud | Annex Ice Rink 794 spectateurs |

| Feuille de match                             | Feuille de match | Feuille de match                                   | Feuille de match | Feuille de match                                                 |
| -------------------------------------------- | --- | -------------------------------------------------- | ---------------- | ---------------------------------------------------------------- |
|                                              | Hsu S.-H. (Yin W.-L.) — 8 min 8 s Liu C.-Y. (Lu P.-E., Wu P.-H.) — 10 min 33 s Chiu Y.-W. (Yin W.-L., Hsu S.-H.) — 25 min 53 s (SN) Chiu Y.-W. (Pan Y.-C.) — 29 min 56 s (SN) Chiu Y.-W. — 37 min 39 s Chiu Y.-W. (Yin W.-L.) — 40 min 55 s (SN) Chen W.-L. (Chiang W., Huang P.-J.) — 44 min 2 s Chiu Y.-W. (Chang H.-Y.) — 45 min 53 s Lu P.-E. (Liu C.-Y., Chang T.-Y.) — 48 min 21 s Chiu Y.-W. (Yin W.-L., Hsu S.-H.) — 55 min 46 s Liu C.-Y. (Lu P.-E., Chang T.-W.) — 56 min 27 s Hsu S.-H. (Yin W.-L.) — 57 min 35 s | 1-0 2-0 3-0 4-0 5-0 6-0 7-0 8-0 9-0 10-0 11-0 12-0 | -                | Arbitrage : Alexandre Bourreau Andrew Brunker Michael Hofstatter |
| Huang Sheng-Chun (40:00) He Wei-Chih (20:00) | Gardiens | Charl Pretorius (40:00) Marcello Strydom (20:00)   |                  | Arbitrage : Alexandre Bourreau Andrew Brunker Michael Hofstatter |
| 6 min                                        | Pénalités | 16 min                                             |                  | Arbitrage : Alexandre Bourreau Andrew Brunker Michael Hofstatter |
| 79                                           | Tirs | 8                                                  |                  | Arbitrage : Alexandre Bourreau Andrew Brunker Michael Hofstatter |

## Classement final
| Clt   | Équipe             | PJ | V | VP | D | DP | BP | BC | Diff | Pts |
| ----- | ------------------ | -- | - | -- | - | -- | -- | -- | ---- | --- |
| +001, | Islande (R)        | 5  | 3 | 2  | 0 | 0  | 19 | 13 | +6   | 13  |
| +002, | Mexique            | 5  | 1 | 2  | 0 | 2  | 17 | 10 | +7   | 9   |
| +003, | Bulgarie           | 5  | 2 | 0  | 1 | 2  | 14 | 12 | +2   | 8   |
| +004, | Taipei chinois     | 5  | 2 | 1  | 2 | 0  | 28 | 16 | +12  | 8   |
| +005, | Israël             | 5  | 2 | 0  | 2 | 1  | 16 | 15 | +1   | 7   |
| +006, | Afrique du Sud (P) | 5  | 0 | 0  | 5 | 0  | 7  | 35 | -28  | 0   |

- Promu en Division IIB en 2016
- Relégué en Division IIIB en 2016

## Récompenses individuelles
Meilleurs joueurs
- Meilleur gardien : Charl Pretorius (Afrique du Sud)
- Meilleur défenseur : Kevin Pierce (Mexique)
- Meilleur attaquant : Elvar Olafsson (Islande)

| Clt | Joueur               | Équipe         | PJ | B  | A | Pts | Pun | +/- |
| --- | -------------------- | -------------- | -- | -- | - | --- | --- | --- |
| 1   | Arunas Bermejo       | Mexique        | 5  | 9  | 5 | 14  | 20  | +7  |
| 2   | Chiu Yi-Wei          | Taipei chinois | 5  | 12 | 0 | 12  | 2   | +7  |
| 3   | Elvar Olafsson       | Islande        | 5  | 5  | 7 | 12  | 12  | +1  |
| 4   | Edmunds Induss       | Islande        | 5  | 7  | 2 | 9   | 4   | +2  |
| 5   | Yin Wei-Lun          | Taipei chinois | 5  | 1  | 8 | 9   | 16  | +8  |
| 6   | Veselin Dikov        | Bulgarie       | 5  | 3  | 4 | 7   | 8   | +2  |
| 7   | Kristjan Kristinsson | Islande        | 5  | 2  | 5 | 7   | 0   | +1  |
| 8   | Hafthor Sigrunarson  | Islande        | 5  | 1  | 6 | 7   | 8   | +3  |
| 9   | Chiang Wei           | Taipei chinois | 5  | 3  | 3 | 6   | 6   | +1  |
| 9   | Dylan Compton        | Afrique du Sud | 5  | 3  | 3 | 6   | 10  | -9  |

| Clt | Joueur           | Équipe         | PJ | Min      | BC | Moy  | %Arr  | Bl |
| --- | ---------------- | -------------- | -- | -------- | -- | ---- | ----- | -- |
| 1   | Jaime Perez      | Mexique        | 5  | 280 h 42 | 9  | 1,92 | 92,92 | 0  |
| 2   | Dimitar Dimitrov | Bulgarie       | 5  | 308 h 15 | 12 | 2,34 | 93,72 | 1  |
| 3   | Nicolas Jouanne  | Islande        | 3  | 185 h    | 7  | 2,27 | 92,93 | 0  |
| 4   | Charl Pretorius  | Afrique du Sud | 5  | 250 h 56 | 21 | 5,02 | 92,34 | 0  |
| 5   | Raz Werner       | Israël         | 3  | 241 h 35 | 12 | 2,98 | 91,95 | 1  |
| 6   | Arnar Hjaltested | Islande        | 2  | 124 h 37 | 6  | 2,89 | 89,09 | 0  |
| 7   | Huang Sheng-Chun | Taipei chinois | 4  | 215 h 3  | 9  | 2,51 | 89,02 | 0  |